# Cristian Guanca
Cristian David Guanca (* 26. März 1993 in Buenos Aires) ist ein argentinischer Fußballspieler.

## Karriere

### Verein
Guanca durchlief die Nachwuchsabteilung der Chacarita Juniors und begann 2011 hier seine Profikarriere. Zur Saison 2015/16 wechselte er zum CA Colón. Von diesem Verein wurde er erst an den ecuadorianischen Verein Club Sport Emelec und für die Rückrunde der Saison 2016/17 an den türkischen Erstligisten Kasımpaşa Istanbul ausgeliehen. Seit 2019 spielt er auf der arabischen Halbinsel.
Nach mehreren Leihen wechselte Guanca im Juli 2025 fest zum al-Ula FC.